# Amphipholis murmanica
Amphipholis murmanica is een slangster uit de familie Amphiuridae.
De wetenschappelijke naam van de soort werd in 1929 gepubliceerd door Alexander Michailovitsch Djakonov.